# GESTRA
GESTRA  (acronyme de German Experimental Surveillance and Tracking Radar) est un système de veille spatiale développé pour l'agence aérospatiale allemande DLR dont l'objectif est de détecter et suivre les débris spatiaux circulant à une altitude inférieure à 3000 kilomètres.
Conçu par Hensoldt et l'institut Fraunhoffer FHR pour le compte du DLR il est mis en œuvre depuis novembre 2019 par le German Space Situational Awareness Centre (GSSAC) à Schmidtenhöhe (de) près de Coblence,. 

## Caractéristiques
Gestra détecte les débris grâce à un radar utilisant une antenne réseau à commande de phase orientable composée de 256 antennes individuelles. Chaque élément est refroidi par un circuit dans lequel circule de l'eau. L'ensemble est logé dans un conteneur transportable de 18 m x 4 m x 4 m. L'antenne de 3 mètres de diamètre est déployée depuis le conteneur et un radome de 5 mètres de diamètre est placé au dessus pour la protéger.